# Песни западных славян
«Песни западных славян» — цикл из 16 стихотворений Александра Пушкина. 11 из них являются переделкой прозаического текста песен в книге Проспера Мериме «Гузла, или Сборник иллирийских песен, записанных в Далмации, Боснии, Хорватии и Герцеговине». Кроме напечатанных 16 песен, в черновиках Пушкина сохранились ещё две: «О жене Ассана Аги» («Что белеется на горе зелёной?») и «Осердился Георгий Петрович». «Сказка о рыбаке и рыбке», как видно из пометы в автографе, первоначально входила в цикл.

## Переводы песен Мериме
- «Видение короля» — La Vision de Thomas II («Видение Фомы II»)
- «Янко Марнавич»  — La Flamme de Perrussich («Огонь в Перрусиче»)
- «Битва у Зеницы-Великой» — Le combat de Zenitza-Velika
- «Феодор и Елена» — La belle Hélène («Прекрасная Елена»)
- «Влах в Венеции» — Le Morlaque à Venice («Морлак в Венеции»)
- «Гайдук Хризич» — Les braves Heiduques («Храбрые гайдуки»)
- «Похоронная песня» — Chant de Mort
- «Марко Якубович» — Constantin Yacoubovich («Константин Якубович»)
- «Бонапарт и Черногорцы» — Les Monténégrins («Черногорцы»)
- «Вурдалак» — Jeannot («Жанно»)
- «Конь» — Le Cheval de Thomas II («Конь Фомы II»)

## Другие 5 переводов
- «Соловей» — перевод-переделка сербской песни «Три највеће туге» («Три большие печали», «Три величайших печали») из I тома собрания сербских песен знаменитого Вука Караджича.
- «Песня о Георгии Чёрном» — вероятно, написана по устным кишинёвским рассказам о главе сербского восстания Карагеоргии.
- «Воевода Милош» — источником служила книга Вука Караджича «Жизнь и подвиги князя Милоша Обреновича» (Санкт-Петербург, 1825 год), а также устные рассказы о нём в Кишинёве.
- «Сестра и братья» — из собрания сербских песен Вука Караджича, где она называется «Бог ником дужан не остаје» («Бог никому не остаётся должен»).
- «Яныш-королевич» — мистификация, в основу которой положен сюжет из неоконченной драмы Пушкина «Русалка».

Черновая песня «О жене Ассана Аги» взята из книги Альберто Фортиса, которую перевели Нодье, затем Мериме, а Вук Караджич включил её в своё первое собрание сербских народных песен (1814). До Пушкина на русский язык песню перевёл Востоков («Северные Цветы» на 1827 год). Пушкин переводил с текста Караджича, но пользуясь переводами Мериме и Востокова.
Первые 15 песен впервые напечатаны Пушкиным в журнале «Библиотека для чтения», 1835, т. IX, март, отд. I, с. 5—32; шестнадцатое стихотворение «Конь» впервые напечатано там же, 1835, февраль, т. VIII (кн. 14), отд. I, стр. 158. Все 16 стихотворений с предисловием и примечаниями вошли в «Стихотворения А. Пушкина», часть четвёртая, 1835, стр. 105—189.